# فرودگاه بین‌المللی گندر
فرودگاه بین‌المللی گندر (به انگلیسی: Gander International Airport) یک فرودگاه همگانی باربری با کد یاتا YQX است که یک باند فرود آسفالت دارد و طول باند آن ۳۱۰۹ متر است. این فرودگاه در کشور کانادا قرار دارد و در ارتفاع ۱۵۱ متری از سطح دریا واقع شده‌است.

## شرکت‌های هواپیمایی و مقصدهای پروازی
| شرکت‌های هواپیمایی  | مقصدهای پروازی                                                    |
| ------------------ | ----------------------------------------------------------------- |
| Air Canada Express | سی‌اف‌بی گوس بی، هلفکس استانفیلد، سنت جان، وابش فصلی: پیرسون تورنتو |
| پروونشل ایرلاینز   | آبشار چرچیل، سی‌اف‌بی گوس بی، سنت جان، وابش                         |
| سان‌وینگ ایرلاینز   | فصلی: پیرسون تورنتو، خوآن گئوآلبرتو گومس                          |
| WestJet Encore     | هلفکس استانفیلد                                                   |